# 絹延橋站
絹延橋站（日语：／ Kinunobebashi eki */?）是位於兵庫縣川西市絹延町，屬於能勢電鐵的妙見線車站，車站編號為NS02。

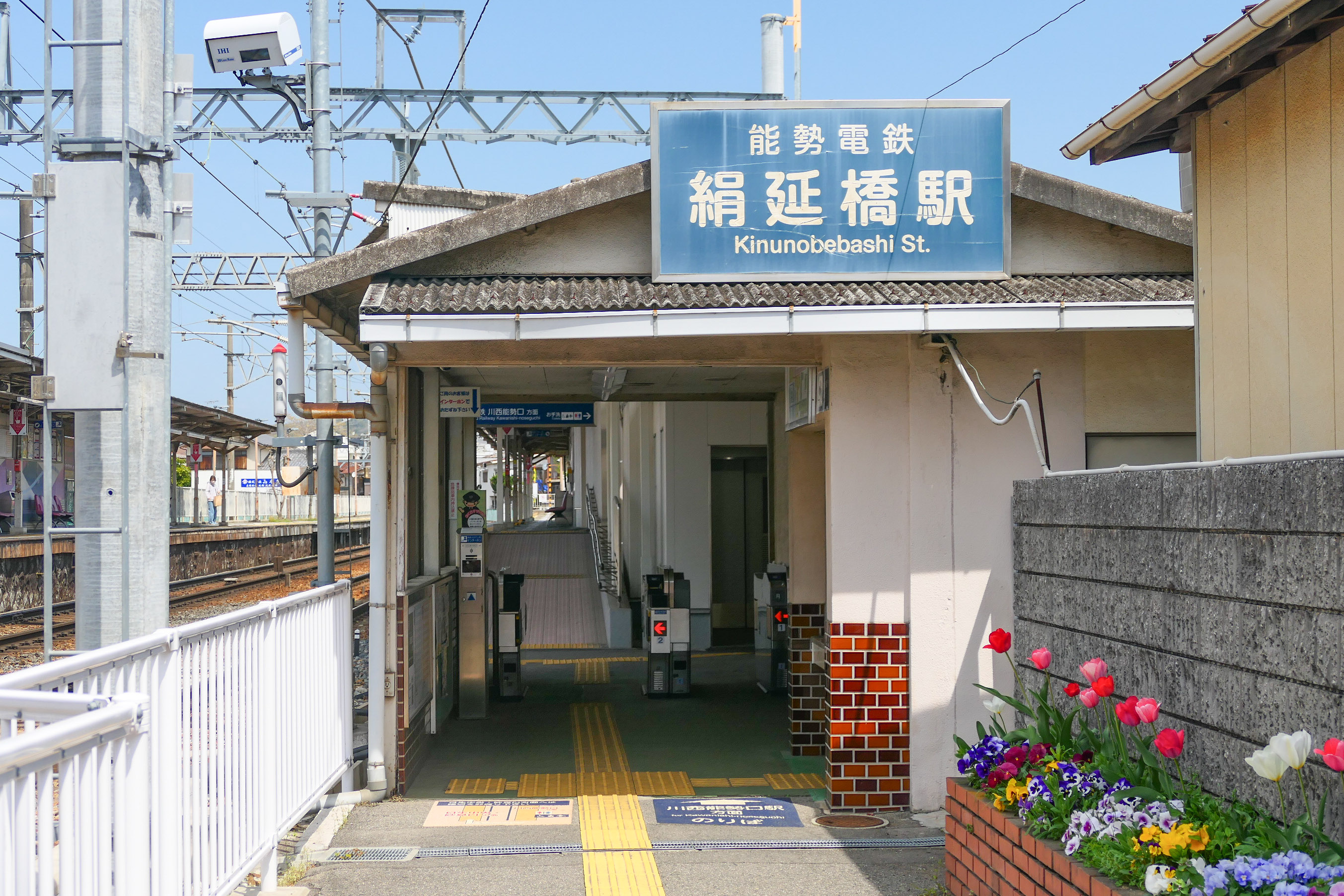
東口（2025年4月）

## 歷史
- 1913年（大正2年）4月13日 - 車站啟用[1][2]。
- 1966年（昭和41年）
  - 1月25日 - 平野車廠落成，同日絹延橋車廠廢止[2]。
  - 12月3日 - 月台延長3個車廂[4]。
- 1967年（昭和42年）11月30日 - 成為雙線鐵路[2]，車站也進行改善工程[4]。

## 車站構造
本站是地面車站，設有2面2線的相對式月台。驗票閘口位於川西能勢口站方向月台側的南面位置。廁所位於閘口附近，為男女分開的廁所，也設有多功能廁所。兩月台之間靠近驗票閘口處設有站內平交道。川西能勢口站方向月台的出入口為斜道，在通過站內平交道後，進入山下站方向的月台需要經過樓梯級。候車室位於往川西能勢口站方向的月台上。月台可容納6卡車廂，4卡編成的列車在停車時會靠邊南邊停車。

### 月台
| 月台     | 路線   | 方向                       |
| -------- | ------ | -------------------------- |
| （西邊） | 妙見線 | 山下、妙見口、日生中央方向 |
| （東邊） | 妙見線 | 川西能勢口、寶塚、梅田方向 |

※此站沒有編定月台編號
曾經在車站西邊，現時為川西市營絹延團地的位置設有絹延橋車廠。

## 車站周邊
此站位於兵庫縣川西市和大阪府池田市的邊界附近。在車站東邊50米設有絹延橋。隨著河流進行擴幅工程和提高堤防工程，於2010年7月6日重建新橋。
- 川西市營絹延團地
- 川西美園郵局
- 絹延橋（日语：絹延橋）
- 豬名川（日语：猪名川）
- 阪神高速11號池田線、新豬名川大橋
- 兵庫縣道185號·大阪府道112號絹延橋停車場線（日语：兵庫県道185号・大阪府道112号絹延橋停車場線）
- Oasis Town Kisera川西

## 巴士路線
車站東邊越過絹延橋後，於國道173號上設有「絹延橋」巴士站。阪急巴士有路線停靠此站。
- 北行（久安寺、余野、伏尾台（日语：伏尾台）方向）
  - 26系統（日语：阪急バス豊能営業所#北大阪ネオポリス線）：前往余野、希望丘四丁目（日语：北大阪ネオポリス）（經吉田橋、久安寺、中止止呂美）
  - 126系統（日语：阪急バス豊能営業所#東能勢線）：前往牧、希望丘四丁目（經吉田橋、久安寺、中止止呂美、余野）
  - 131、136、138系統（日语：阪急バス伏尾台営業所#東能勢線）：伏尾台方向（經吉田橋、久安寺）
  - 132、133、139系統：伏尾台方向（經吉田橋）
- 南行（池田方向）
  - 4系統：前往阪急石橋北口（經池田、池田市政廳前、池田市立醫院）
  - 130系統：前往池田市立醫院（經池田、池田市政廳前）
  - 132系統：前往JR川西池田（經池田、吳服橋西詰）
  - 26、126、136、139系統：前往池田

另外，於車站西邊靠近南消防署設有「絹延町」巴士站。阪急巴士有路線停靠此站。但是截至2021年4月，該巴士站每日只有4班車停靠。
- 南行
  - 22系統（日语：阪急バス猪名川営業所#杉生線）：前往阪急川西能勢口（經川西市政廳）

## 相鄰車站
能勢電鐵
 妙見線
■特急「日生特快」
通過
■普通
川西能勢口（NS01）－絹延橋（NS02）－瀧山（NS03）

## 注腳
1. 1 2 3 4 5 6 7 8 9 10  . 神戸新聞総合出版センター. 2012-12-10: 142. ISBN 9784343006745 （日语）.
2. 1 2 3 4  曾根悟（監修）. 朝日新聞出版分冊百科編集部（編集） , 编. . 週刊朝日百科. 14号 神戸電鉄・能勢電鉄・北条鉄道・北近畿タンゴ鉄道. 朝日新聞出版. 2011-06-19: 16 （日语）.
3. ↑  川西市 統計要覧 令和元年度版 5－4. 能勢電鉄市内各駅の1日の乗降客数 （页面存档备份，存于）（日語）
4. 1 2  《風雪60年》 能勢電氣軌道株式會社，1970年，139頁。
5. ↑  參考：1961年拍攝的航空相片（日語） - 地圖、航空相片閲覧服務（國土地理院）
6. ↑  . 阪急バス.   [2021-04-18]. （原始内容存档于2021-04-18） （日语）.
7. ↑  . 阪急バス.   [2021-04-18]. （原始内容存档于2021-04-18） （日语）.

## 外部連結
- 絹延橋站 （能勢電鐵） （页面存档备份，存于）（日語）